# 米歇尔·帕特里克·布瓦韦尔
米歇尔·帕特里克·布瓦韦尔（法語：Michel Patrick Boisvert，法語發音：[miʃɛl patʁik bwavɛʁ]），海地公务员、政治人物，自2020年以来一直在約瑟夫·茹特、克洛德·约瑟夫和阿里埃尔·亨利的内阁中担任财政部长。此前，布瓦韦尔曾于2018年至2020年担任财政部總幹事。2024年2月在海地帮派战争升级后，因總理亨利無法回國而担任代理总理。